# عزيز عمورة
عزيز عمّورة (1944-2018) فنان تشكيلي فلسطيني، ولد في بلدة الطيرة قرب مدينة حيفا، حاصل على دبلوم من كلية المعلمين في العرّوب، في اللغة الإنجليزية عام 1962، وحاصل على درجة بكالوريوس في الرسم والطباعة من أكاديمية الفنون الجميلة في بغداد عام 1970، وعلى  درجة الماجستير من معهد برات في الولايات المتحدة عام 1983، عمل معلمًا لمادة التربية الفنية في وزارة التربية والتعليم في الأردن، ثم أستاذًا مساعدًا في كلية التربية والفنون في جامعة اليرموك نحو ثلاثة عشر عامًا، ومحاضرًا في الجامعة الأردنية عام 2002. يعتبر أحد مؤسسي الحركة الفنية التشكيلية الأردنية، ليصبح فيما بعد من أشهر رسامي البورتريه في العالم العربي.  تقتني أعماله مؤسسات ومتاحف عربية وعالمية مثل: المتحف الوطني الأردني للفنون الجميلة، ومتحف توبونا في طوكيو، والبنك الدولي في نيويورك.

## أسلوبه الفني
تنوعت تجربته على مدار نصف قرن، مستعيداً طفولته وما شاهده في البيوت المتواضعة من حافظات المصاحف المطرزة، والصور الفوتوغرافية، والملابس المملوءة بالتطريز، والأساور الفضية وساعات الجيب المزينة. كما تأثر في أعماله بذكرياته من جبل الكرمل وكروم الزيتون، والمجازر التي ارتكبها العدو الصهيوني في لبنان، والتغيرات السياسية. اعتمد على الأحبار والتحبير، وتميزت أعماله الزيتية المبكرة بحساسية انطباعية وألوان دافئة، مستوحياً مواضيعها من الأشخاص والمشاهد حوله، وبراعته في رسم الوجوه والبورتريه بأسلوب انطباعي معبر.

## جوائزه
من الجوائز التي حصل عليها:
- جائزة الشراع الذهبي، بينالي الكويت عام 1985.
- منحة وكالة الإنماء الدولية الأمريكية عام 1987.
- جائزة الدولة التقديرية، الأردن عام 1992.

## معارضه
- له مجموعة من المعارض الشخصية التي امتدت بين الأعوام (1974- 2002). في المركز الثقافي الفرنسي عمّان 1976، المركز الثقافي البريطاني، عمّان 1979، معهد برات، نيويورك 1982. المتحف الوطني الكويتي، الكويت 1988، المتحف الوطني الأردني للفنون الجميلة، عمّان 1989، دار الفنون، عمّان 2002.[5]

- شارك في عدّة معارض جماعبة منها: المتحف الوطني الأردني للفنون الجميلة، عمّان 2002، الفن الأردني المعاصر، الكويت 1999، وبينالي الشارقة للفنون، الشارقة 1995، الأكادمية المصرية، روما 1994، ومهرجان الفن العالي المعاصر، مركز الفنون، بغداد 1988.[2]